# Nogomet na OI 1936.
Nogomet na Olimpijskim igrama u Berlinu 1936. godine uključivao je natjecanja samo u muškoj konkurenciji.

## Osvajači medalja - muški
| Zlato | Srebro | Bronca |
| --- | --- | --- |
| Italija Bruno Venturini Alfredo Foni Pietro Rava Giuseppe Baldo Achille Piccini Ugo Locatelli Annibale Frossi Libero Marchini Luigi Scarabello Carlo Biagi Giulio Cappelli Sergio Bertoni Alfonso Negro Francesco Gabriotti | Austrija Eduard Kainberger Ernst Künz Martin Kargl Anton Krenn Karl Wallmüller Max Hofmeister Walter Werginz Adolf Landon Klement Steinmetz Josef Kitzmüller Franz Fuchsberger Franz Mandl Karl Kainberger | Norveška Henry Johansen Fredrik Horn Nils Eriksen Frithjof Ulleberg Jørgen Juve Rolf Holmberg Sverre Hansen Magnar Isaksen Alf Martinsen Reidar Kvammen Arne Brustad Øivind Holmsen Odd Frantzen Magdalon Monsen |